# Hylodes uai
Espèce
Statut de conservation UICN

 DD  : Données insuffisantes
Hylodes uai est une espèce d'amphibiens de la famille des Hylodidae.

## Répartition
Cette espèce est endémique de la Serra do Curral et de la Serra do Caraça dans l'État du Minas Gerais au Brésil. Elle est présente entre 850 et 1 000 m d'altitude,.

## Description
Les 8 spécimens adultes mâles observés lors de la description originale mesurent entre 31,2 mm et 33,6 mm de longueur standard et les 2 spécimens adultes femelles observés lors de la description originale mesurent entre 36,3 mm et 38,2 mm de longueur standard. Son dos est brun foncé avec des taches brunes et noires irrégulières. Sa gorge est gris foncé tacheté de gris. Son poitrail et son abdomen sont gris foncé tacheté de blanc grisâtre.

## Étymologie
Son nom d'espèce, uai, est un arrangement aléatoire de lettres qui est aussi une interjection commune aux habitants du Minas Gerais pour exprimer leur surprise ou leur étonnement.

## Publication originale
- Nascimento, Pombal & Haddad, 2001 : A new frog of the genus Hylodes (Amphibia: Leptodactylidae) from Minas Gerais, Brazil. Journal of Zoology, London, vol. 254, p. 421-428 (texte intégral).